# Fell (bij Trier)
Fell is een plaats in de Duitse deelstaat Rijnland-Palts, en maakt deel uit van de Landkreis Trier-Saarburg.
Fell telt 2.468 inwoners.
Het is een wijndorp en ook bekend om de traditionele leisteenwinning.

## Bestuur
De plaats is een Ortsgemeinde en maakt deel uit van de Verbandsgemeinde Schweich an der Römischen Weinstraße.